# Memphis (azienda)

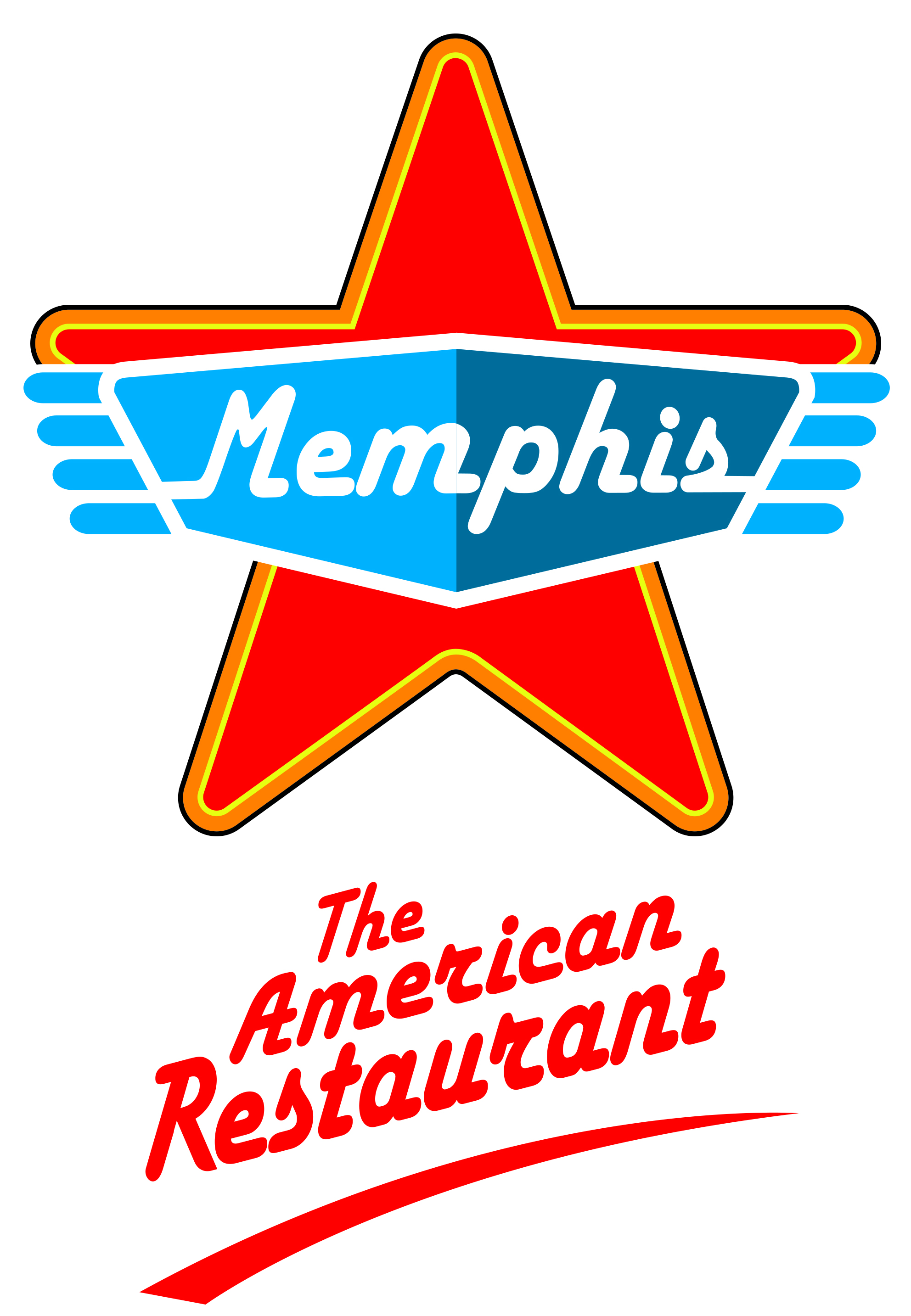

Memphis è una catena francese di ristoranti a tema in franchising, fondata nel 2009 dall’imprenditore francese Rodolphe Wallgren. Il tema si ispira all’iconografia culturale americana degli anni Cinquanta (1950 negli Stati Uniti).

## Storia
Nel 2009, l’imprenditore francese Rodolphe Wallgren ideò il concetto del ristorante Memphis, ispirandosi ai diner statunitensi, simboli culturali del baby boom del dopoguerra e dell’epoca dei Trenta Gloriosi, caratterizzata da crescita economica e progresso sociale. Nello stesso anno aprì il primo ristorante pilota a Nîmes.
Nel 2010, Wallgren avviò lo sviluppo della catena su scala nazionale, adottando il modello del franchising. 
L’arredamento “Memphis” si ispira all’atmosfera e al design vintage rétro custom hot rod statunitense, con piastrelle a scacchiera, mobili in acciaio inox e cromo, panche in skaï glitterato blu o rosso, jukebox, fotografie di pin-up e icone americane come Elvis Presley, Marilyn Monroe, James Dean o Humphrey Bogart, insegne luminose e luci al neon colorate, vecchie targhe americane e cartelli smaltati pubblicitari. La decorazione include anche pompe di benzina della Route 66, camerieri vestiti in stile anni Cinquanta, musica rock 'n' roll e schermi che mostrano scene e immagini degli Stati Uniti.
Il menù propone cucina tipicamente americana, basata su ingredienti freschi preparati al momento, con carne bovina 100% charolaise francese, hamburger (incluso il “Crazy Memphis”, con sei hamburger), panini, hot dog, cucina tex-mex, grigliate, steak tartare, patatine fritte, insalate, dolci, gelati, milkshake e bibite. I piatti vengono serviti al tavolo sette giorni su sette, dalle 12:00 alle 23:00, da camerieri in abiti d’epoca anni Cinquanta.
Nel 2012, Wallgren partecipò al programma televisivo Patron incognito, trasmesso nel 2014 sull’emittente M6, presentandosi sotto lo pseudonimo di "Ludo" e lavorando in incognito in diversi ristoranti della catena a Marsiglia, La Garde, Orléans e Nîmes, svolgendo mansioni come lavapiatti, cameriere, cuoco e designer di mobili in una fabbrica nei pressi di Nîmes.
Nel 2014, la catena contava oltre quaranta ristoranti in Francia e registrava un fatturato di circa 55 milioni di euro, con l’obiettivo di raggiungere cinquanta sedi entro il 2015.

Nel 2017, Memphis aprì un nuovo locale a Blois, nella regione Centro-Valle della Loira, e successivamente un'altra sede presso il centro commerciale Promenade de Flandres a Neuville-en-Ferrain, vicino a Lilla.

Sala ristorante
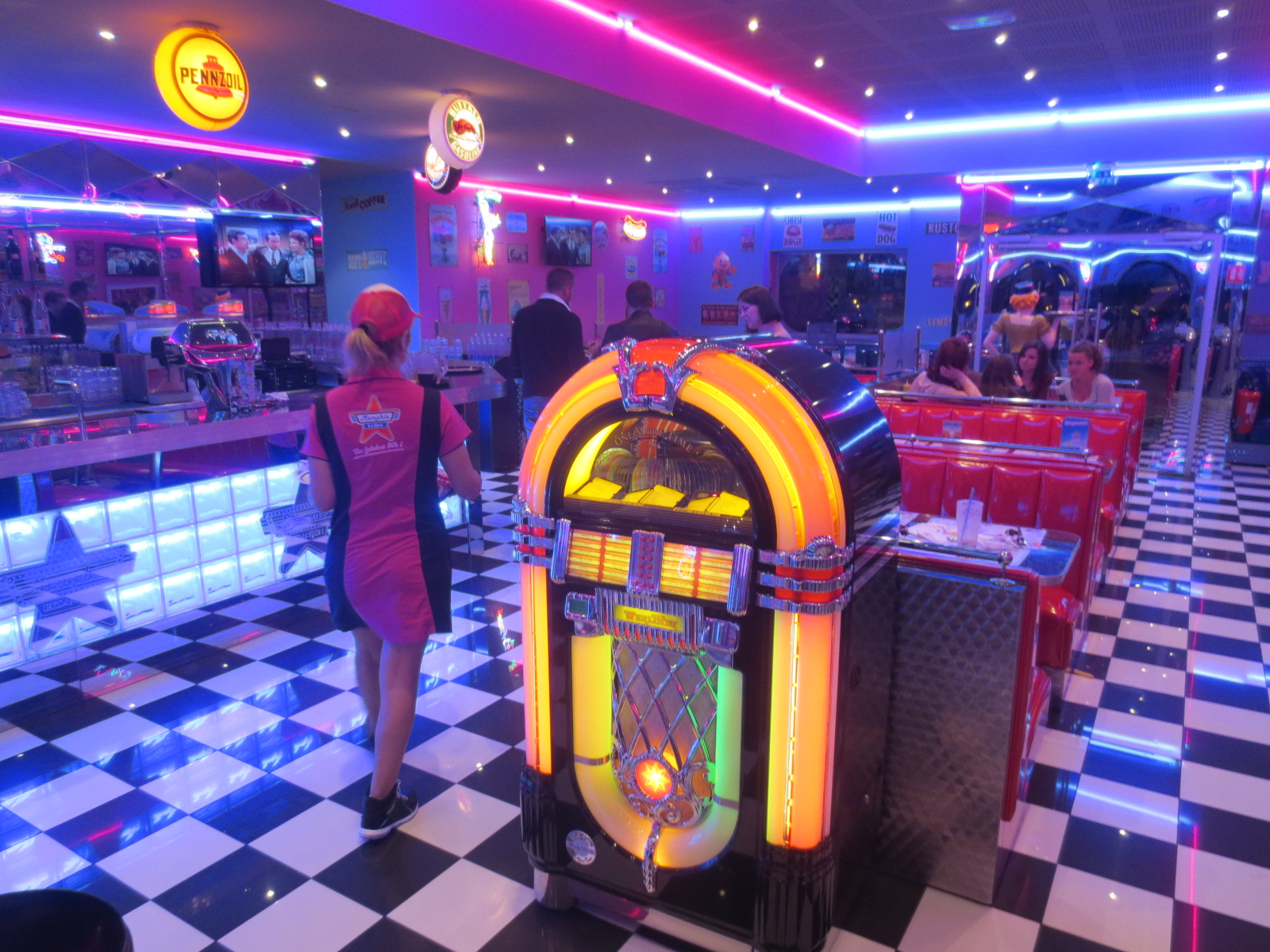
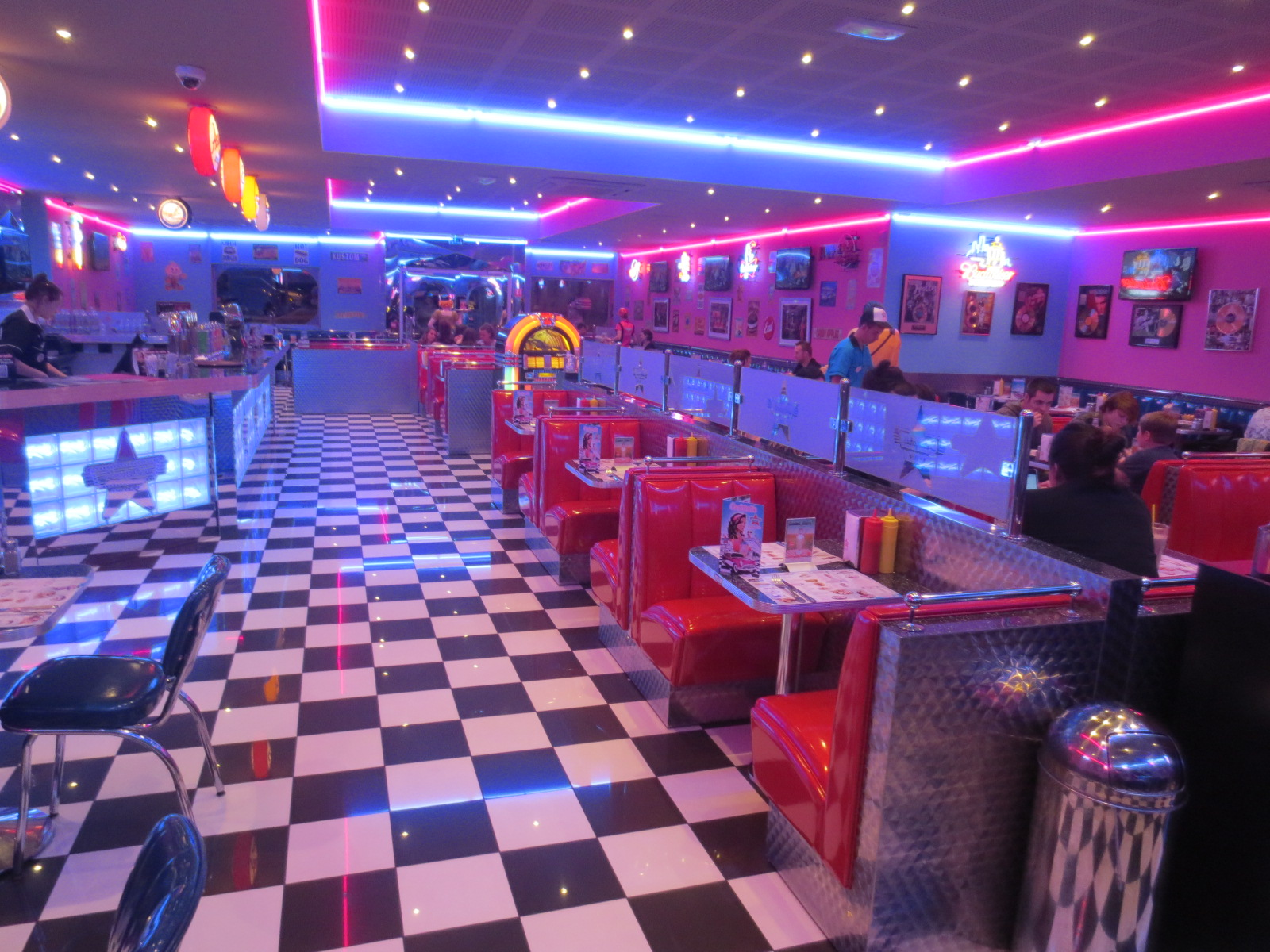
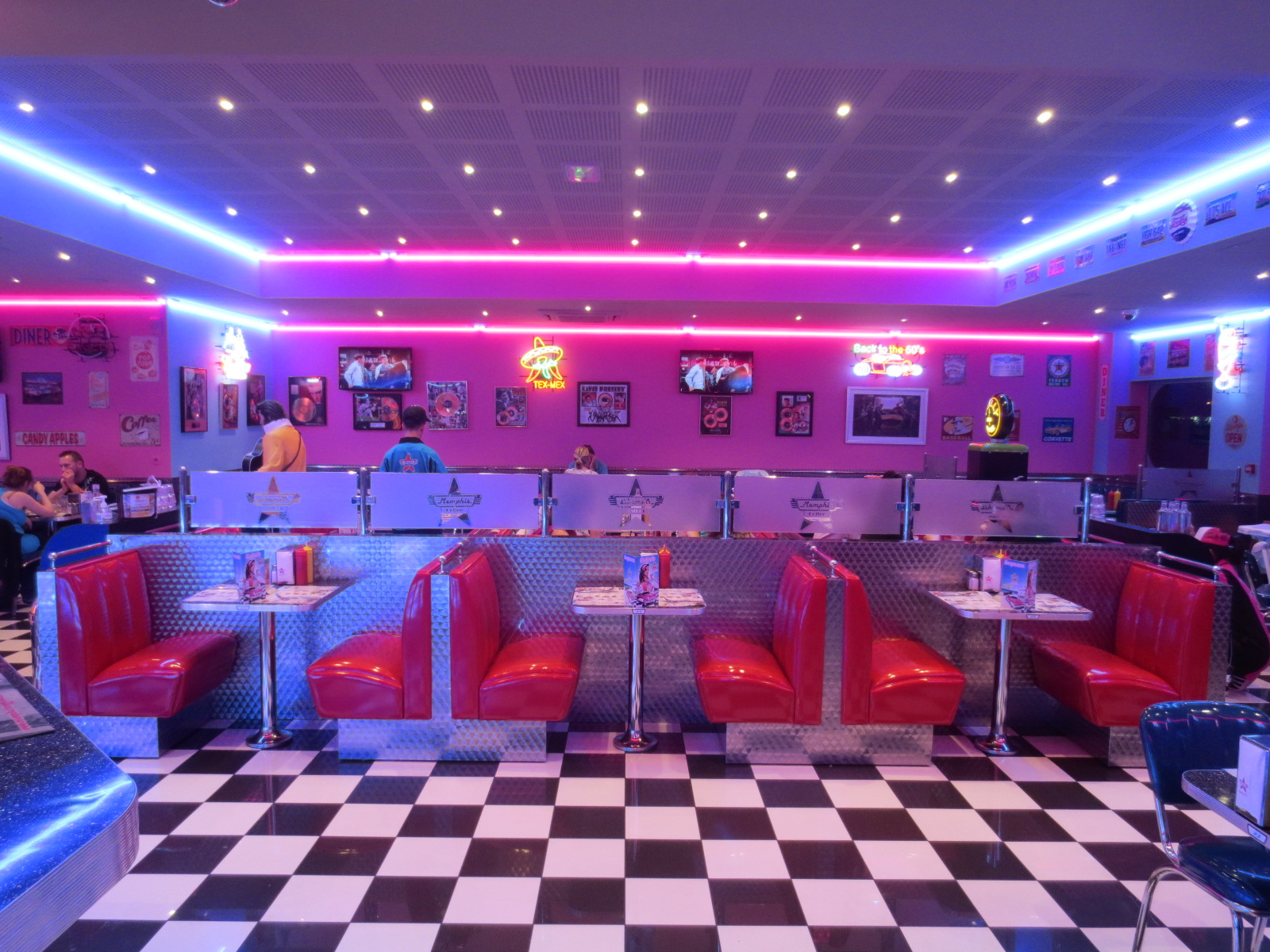